# 玉樹調查記
《玉树调查记》，原稱《玉树土司调查记》，是中華民國地理學家周希武對青海玉樹地區和川邊的地方志與調查報告書。

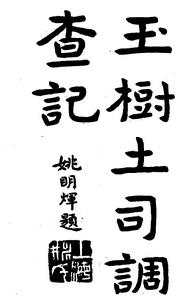
《玉樹土司調查記》封面，由姚明煇題。

## 成書
1913年11月，西姆拉會議英政府代表亨利·麥克馬洪提出劃分內藏、外藏界線，中華民國北京政府代表陳貽范迫于壓力在草約上簽字，但拒絕在正約上簽字。川邊經略使尹昌衡趁此機越界掠夺，謂青海玉樹隆慶地區（治今囊謙）為“化外之民”，命令北路征藏部隊在隆慶地區“強索供給，該族以均官兵，勉行支應”，同時又遞電北洋政府“謂隆慶二十五族報效投誠，願歸川管”，北洋政府昧於一地兩名，宣布“隆慶歸四川，玉樹歸甘肅”的錯誤決定，導致川隴爭界糾紛。
四川各縣知事遙相呼應，極力主張擴大川邊領地。此事一現端倪，即遭到時任西寧鎮總兵馬麒極力反對，川隴爭界糾紛便由此而拉開序幕，導致民族衝突。護理甘肅都督張炳華袒護川邊，使雙方糾紛引向更加複雜。
對此，北洋政府特令甘肅邊關、忠武军统领周务学为勘查甘川边界委员，以甘肃第四中学校长周希武、肃州征收局长梁耀宗、边关道尹公署科员王致中及测绘员牛载坤等为随员，1914年8月從蘭州出發經西寧前往玉樹，11月到達結古後即投入緊張的調查工作，牛載坤復沖寒冒雪，遍歷各族，測繪地圖﹔周希武則訪問長老，參考圖志。周務學以《查勘玉樹界務報告》並附玉樹二十五族一覽表，呈報北洋政府。
1915年5月9日，北洋政府根據該團隊報告，正式糾正原先錯誤決定，重新做出玉樹仍歸甘肅管轄的決定。
事後，周希武將所有調查報告爬梳整理，寫出《玉樹調查記》，並附上记述沿途见闻及史地沿革的《宁海纪行》，於1920年上海商務印書館出版。

## 內容
周希武在此著作言：“以为经略青海之嚆矢，并以质世之留心边事者。”，為前人不曾创修的第一部图文并茂的边舆地方志，为研究青海藏族史者提供了极其宝贵的参考资料。該書也較為詳細地記載瀾滄江的源頭及周圍水流情況，「瀾滄江上流有二源：北曰雜曲河，南曰邪穆曲河」，為後人留下極為寶貴的資料。
除記錄地方志外，此書也說明此次川隴糾紛的緣由、性質以及後果，對川軍劣跡和玉樹百姓不願歸川的願望等方面作全面陳述，為北洋政府重新認識和瞭解此次糾紛，並做出正確決策有非常重要的作用。

## 評價
- 张其昀：“很有价值的民族史志[5]。”

- 林傳甲：“诚大中华青海地理志之蓝本也[5]。”

- 佐藤长所著《清代青海拉萨间的道路》一书中，多处引用周希武的记述，评价甚高[5]。